# Bandera d'Aruba
La Bandera d'Aruba va ser adoptada el 18 de març del 1976. Les característiques del seu disseny són un blau cel com a base (simbolitzant els cels brillants i les aigües que es poden trobar a Aruba), amb dues franges grogues paral·leles a la meitat inferior de la bandera, i una estrella de quatre puntes (simbolitzant l'illa en si mateix) amb una franja blanca a la punta esquerra superior.